# Aureliusz i Natalia
Aureliusz i Natalia (zm. 852 r. n.e.) – byli chrześcijańską parą straconą przez Abd ar-Rahmana II, emira Kordoby, za odmowę wyrzeczenia się wiary. Są uważani za męczenników i świętych Kościoła katolickiego i Kościoła prawosławnego.

## Życie
Aureliusz urodził się w zamożnej rodzinie w Sewilli. Jego ojciec był muzułmaninem i Arabem, a matka chrześcijanką z Hiszpanii. Osierocony w dzieciństwie, wychowywał się u ciotki, która prawdopodobnie była potajemnie chrześcijanką. W tamtym czasie chrześcijanie byli prześladowani w mauretańskich królestwach Hiszpanii.
Aureliusz poślubił Sabigotho, dziewczynę z muzułmańskiej rodziny. Po ślubie Sabigotho postanowiła przyjąć chrześcijaństwo i przyjęła imię Natalia. Para mieszkała w emiracie Kordoby, miała córkę i żyła potajemnie jako chrześcijanka. W tamtych czasach przejście z islamu na chrześcijaństwo było zbrodnią zagrożoną karą śmierci.
Pewnego dnia Aureliusz był świadkiem publicznej chłosty chrześcijańskiego kupca, który publicznie wyznał wiarę w Chrystusa. Wstrząśnięci tym wydarzeniem, Aureliusz i Natalia postanowili, że nie mogą dłużej ukrywać swojej wiary. Odłożyli pieniądze dla córki, a resztę oszczędności rozdali ubogim. Następnie zaczęli otwarcie głosić swoją wiarę i troskę o chrześcijan uwięzionych w więzieniach.

## Cześć
Święto Aureliusza i Natalii przypada na 27 lipca. Należą oni do grona męczenników z Kordoby, 48 chrześcijan straconych w tym mieście w latach 850–859 n.e.
Relikwie Aureliusza przechowywane są w ołtarzu w Bazylice Katedralnej Metropolitalnej Santa María la Antigua w Panama.